# Chalvey
Chalvey – dzielnica w Slough, w Anglii, w Berkshire, w dystrykcie (unitary authority) Slough. W 2011 miejscowość liczyła 12 117 mieszkańców.